# Bremer Stadtpläne, Landkarten und Stadtansichten

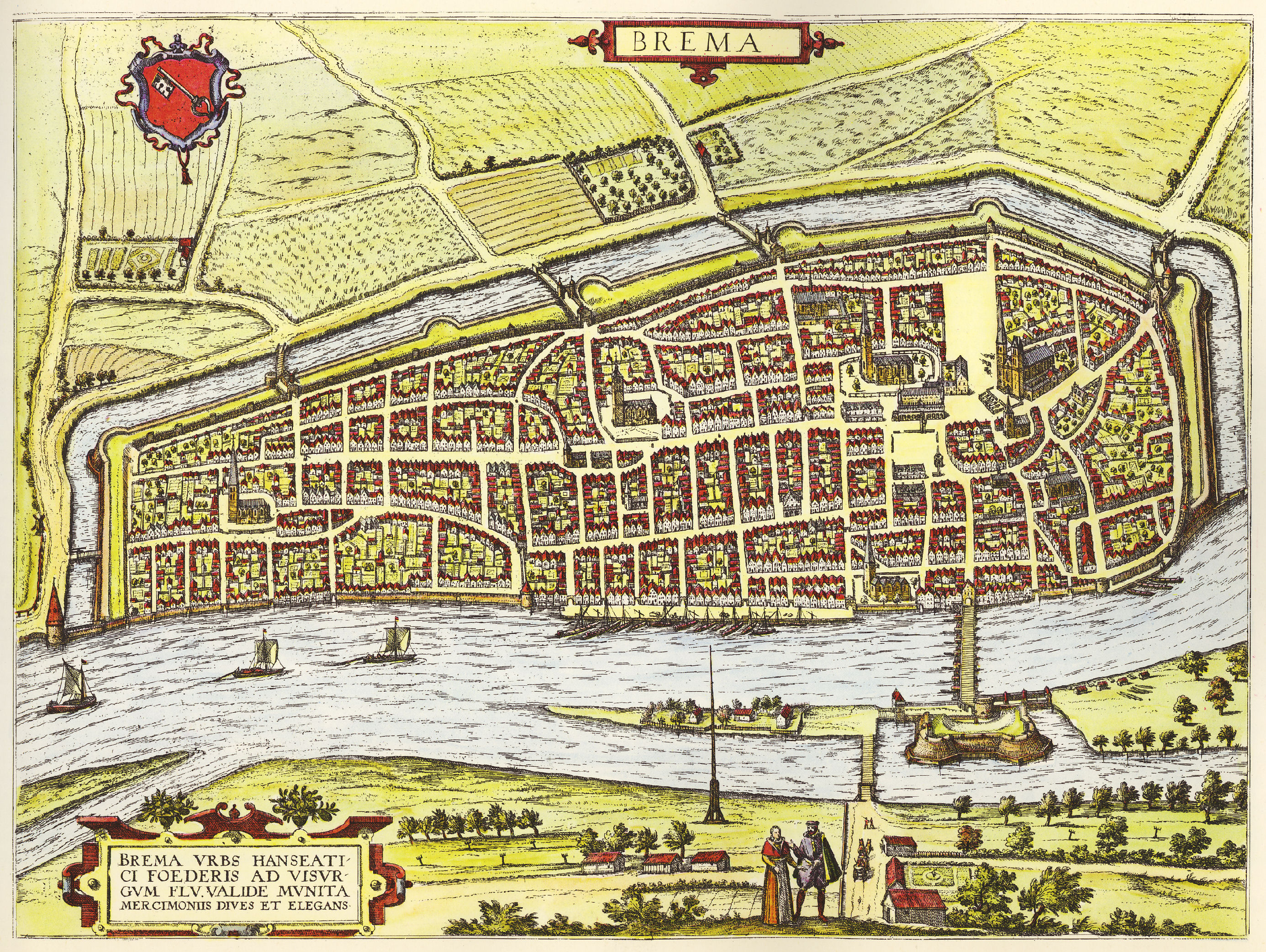
Ansicht Bremens im Jahr 1588/89, nach dem Atlas von Braun und Hogenberg

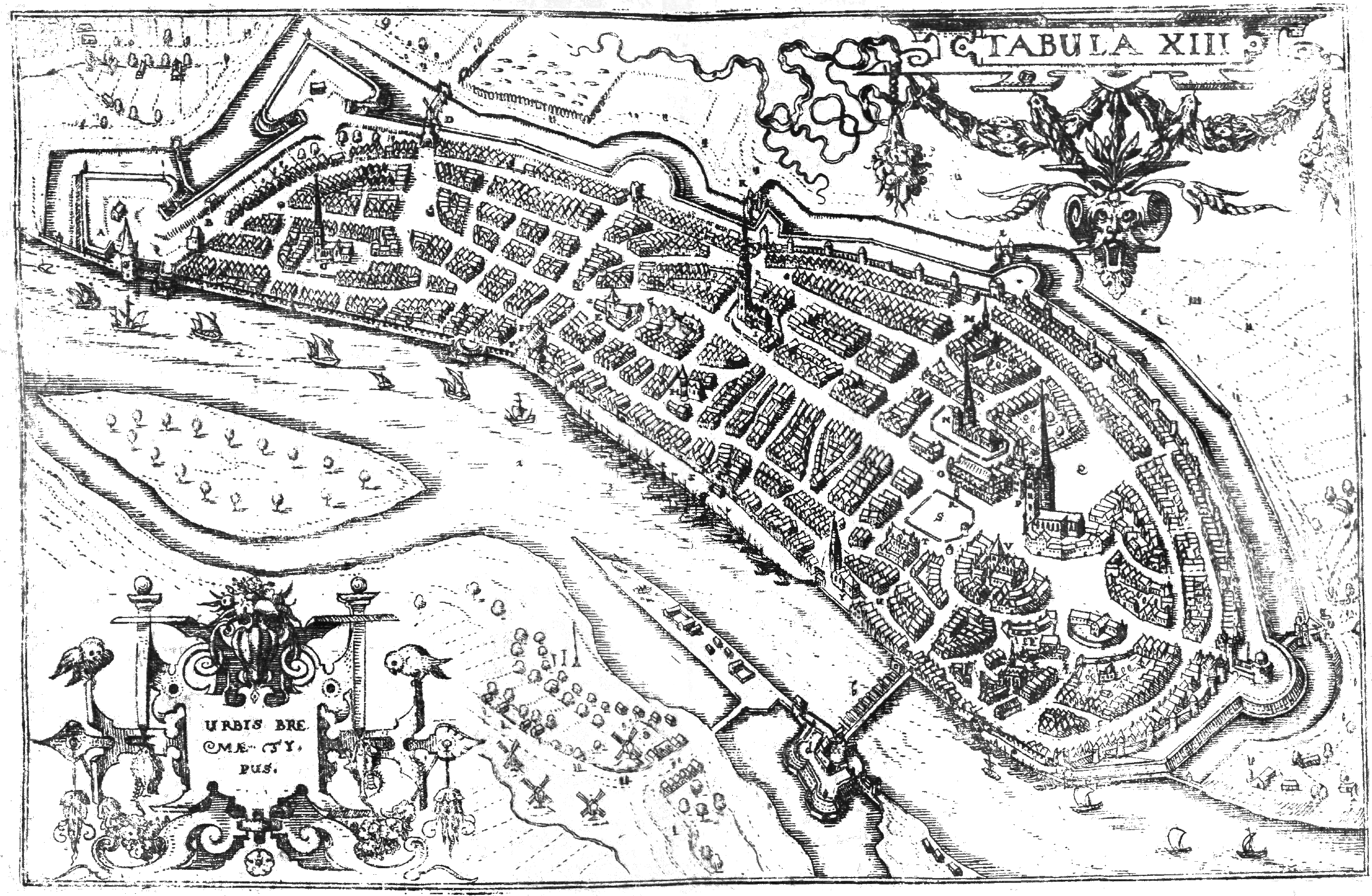
Ansicht Bremens im Jahr 1603, nach der Chronik von Wilhelm Dilich

Die Darstellungen Bremer Stadtpläne, Landkarten und Stadtansichten sind entsprechend der historischen Entwicklung der Darstellungsmöglichkeiten und Kartenarten thematisch gebündelt nach Autoren und insgesamt chronologisch sortiert. Bis Mitte des 18. Jahrhunderts in einer gemeinsamen Liste, anschließend in getrennten Listen für Karten und Ansichten.
Bis ins 18. Jahrhundert bilden die Darstellungen in Vogelschauplänen oder in Panoramen Quellen zur Architektur eines Gebäudes. Aus den Vergleichen der Darstellungen untereinander, mit erhaltener Bausubstanz, mit archäologischen Befunden und weiteren historischen Quellen lassen sich häufig frühere Parzellenzuschnitte und Gebäudeformen abschätzen. Ein Kartenmacher kann die Gebäude und Häuserblöcke nur nach den technischen Möglichkeiten seiner Zeit darstellen und hat zudem oft Darstellungsintentionen zu beachten. Der Vergleich der frühen Panoramen mit modernen Aufnahmen lässt erkennen, dass einzelne Bauten aus unterschiedlichen Positionen abgebildet sind. Mit der Entwicklung der Vermessungstechnik und der geographischen Mathematik, die seit dem 16. Jahrhundert beständig zunahm, bilden die Karten die Formen der Erdoberfläche zunehmend genauer ab.
Bei mehreren Darstellungen bezeichnet „Staats- und Universitätsbibliothek Bremen“ den Link zum jeweiligen Digitalisat auf dem Server der Bibliothek.

## Bis Mitte des 18. Jahrhunderts
- Martin Weigel und Hans Weigel der Ältere (um 1520–1577/78): weserseitige Bremer Stadtansicht, Holzschnitt, 1550/1564, gilt als älteste Ansicht von Bremen. Von Werner Kloos war in seinem Bildband Das alte Bremen als Urheber irrtümlich ein Martin Weißflog angegeben worden, was auch in jüngeren Nachdrucken seines Werks nicht korrigiert worden ist. Siehe auch Artikel im Bremischen Jahrbuch von Heinrich Prüser. – Besonderheiten: Der beträchtliche Höhenunterschied zwischen beiden Domtürmen wird heruntergespielt. Das Schiff der Liebfrauenkirche ist wie St. Stephani mit Längsdach und einem Querhaus dargestellt, obwohl die Liebfrauenkirche seit 1220 immer drei Querdächer und nie ein Querhaus hatte.
- Frans Hogenberg (1535–1590) aus Georg Braun/Hogenberg: Civitates Orbis Terrarum[1], 6 Bände, 1572–1617 (vollständig digitalisiert[2]):
  - Stadtansicht Brema, von Südwesten, Kupferstich aus Bd. I (1572). In: Historische Stadtansichten aus Niedersachsen und Bremen 1450–1859, S. 106. Wallstein, Göttingen 2014 (farbig); in Wolfgang Schwarze: Alte Bremer Stadtansichten, S. 16, Wuppertal 1977 und in Werner Kloos: Das alte Bremen, Abb. 2. – Besonderheit: Zwischen St. Martini und Weserufer sind Häuser eingezeichnet, während sich dort im Vogelschauplan realitätstreu nur der schmale Kirchhof befindet.
  - Stadtplan Brema Urbs Hanseatici Foederis ad Visurgum Flu., Kupferstich aus Bd. IV (Köln 1588/89). In: Werner Kloos: Das alte Bremen, Abb. 3 und in Wolfgang Schwarze: Alte Bremer Stadtansichten, S. 19. – Besonderheiten: Der real oval-halbrunde Umriss der Stadt ist ziemlich eckig. Der Häuserblock zwischen Liebfrauenkirchhof und Sögestraße, real kaum zwei Häuser breit, ist als Stadtviertel mit vielen Häusern und mehreren Querstraßen dargestellt. Die Schuhbuden vor der Liebfrauenkirche waren tatsächlich ein zweigeschossiger Backsteinbau, die Fleischbuden auf dem Markt hingegen wirklich nur Buden.

- Wilhelm Dilich (1571–1650):

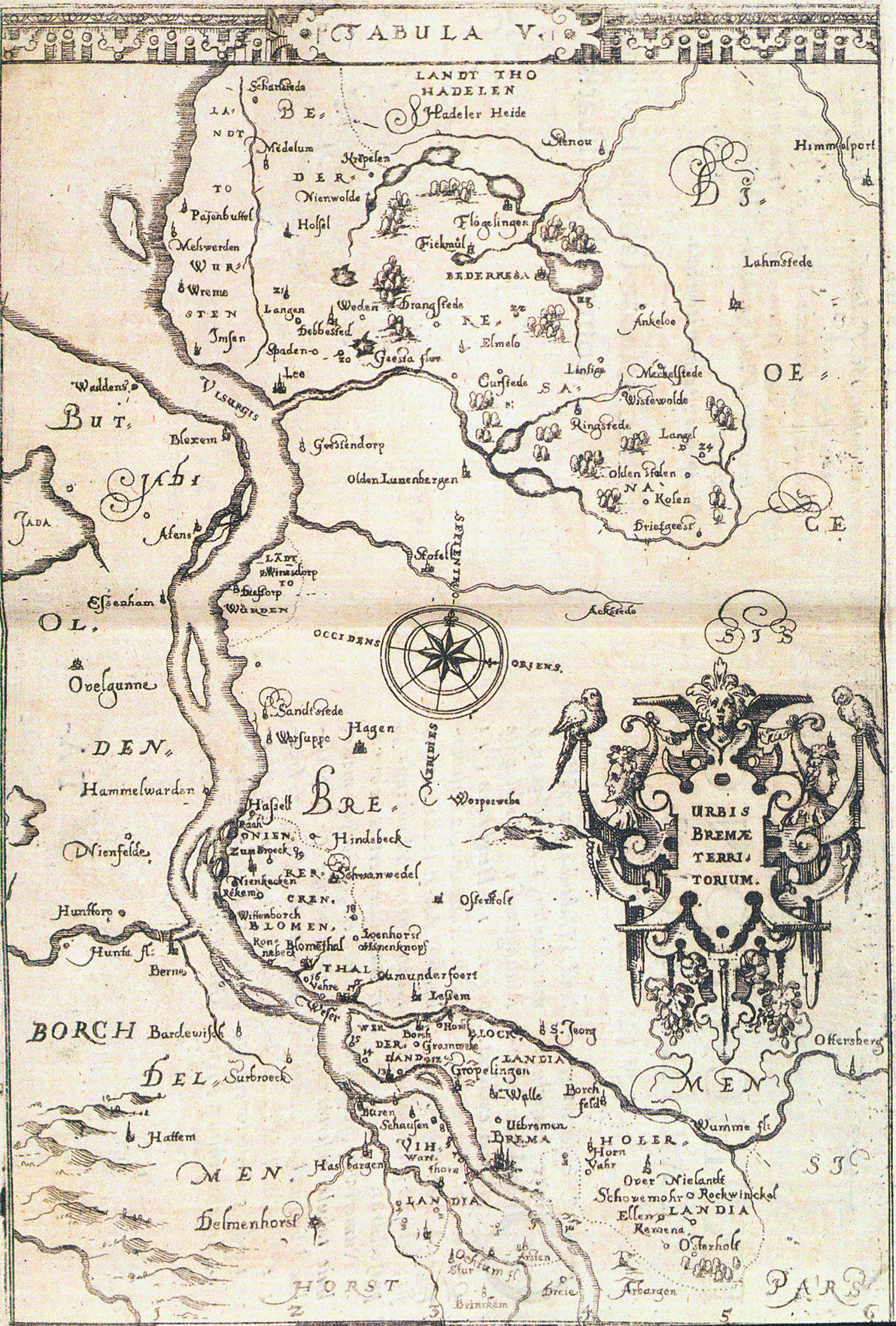
Dilich-Chronik:
Urbis Bremæ Territorium

  - Urbis Bremae typus et chronicon, kurzes illustriertes Stadtporträt, Kassel (Cassel) 1602,
    - verfügbar im Staatsarchiv und in der Staats- und Universitätsbibliothek Bremen
    - online in Wikimedia Commons:
      - Bremer Marktplatz 1596
      - 2 Panoramen Bremens von 1597
      - Brautbastion in 2 Blickrichtungen (Stephaniviertel und linkes Weserufer)

  - Urbis Bremae et praefecturarum, quas habet, Typus et Chronicon („Dilich-Chronik“),
ein illustriertes Stadtporträt mit Chronik, erschienen in Kassel (Cassel) in mehreren Auflagen 1603 bis 1605 oder 1607.
    - Online verfügbar:
      - Ausgabe von 1604 bei der Staats- und Universitätsbibliothek Bremen als gescanntes E-Book mit Text und Abbildungen (Navigationshilfe im WP-Artikel).
      - Einzelne Abbildungen in Wikimedia Commons:
        - Descriptio Antiquæ Urbis Bremæ, Plan der Stadt im 13. Jahrhundert
        - daraus Ausschnitt
        - Urbis Bremæ Territorium, Karte der Unterweser von Bremen bis Wremen, mit den damaligen stadtbremischen Besitzungen.
        - Tab. XIII. – Urbis Bremæ typus, Plan der Stadt 1603
        - Tab. XV. – Delineatio Bremæ, Panorama der Weserseite – Besonderheit: hier und in den übrigen Gegenwartsdarstellungen ist die Südseite des Doms als Hallenkirche eingezeichnet, obwohl sie real immer basilikal war, nur die Nordseite seit 1522 Hallenkirche.
        - Bremer Marktplatz 1603

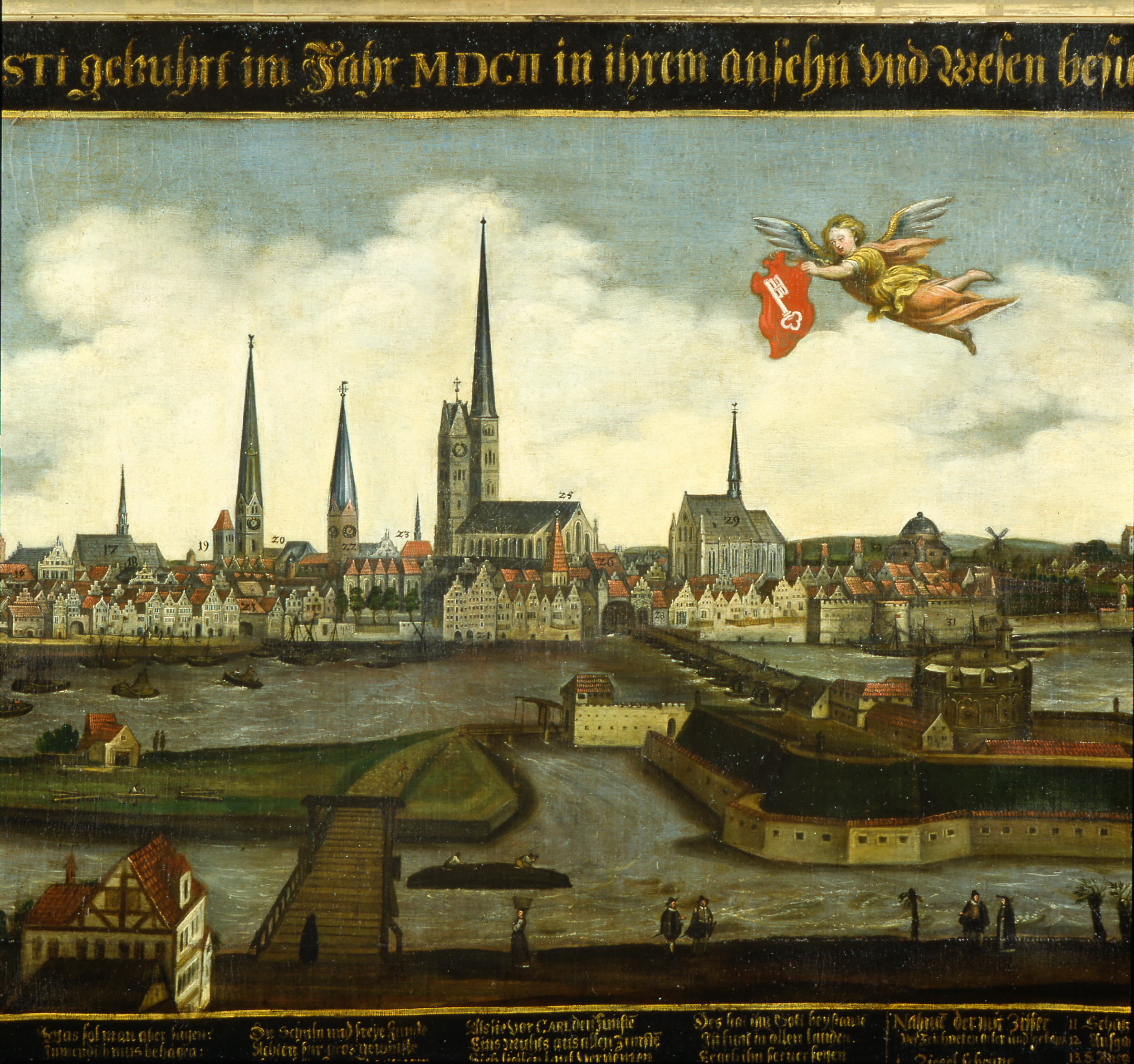
Ausschnitt aus dem Weserpanorama von Jürgen Landwehr

    - Ausschnitt aus dem Weserpanorama von Jürgen LandwehrEinzelne Abbildungen in (jüngeren) Druckerzeugnissen:
      - Delineatio Bremae TA:XV. Stadtansicht von Südwesten aus Dilichs-Chronik, 1603. In: Werner Kloos: Das alte Bremen, Abb. 4.
      - Delineatio Urbis Bremae facta, Ansichten von Norden und Süden von 1602 als Radierungen von 1607 (!), Original in Staats- und Universitätsbibliothek Bremen. In: Historische Stadtansichten aus Niedersachsen und Bremen 1450–1859, S. 108. Wallstein, Göttingen 2014.
      - Urbis Bremae typus, Vogelschau von Süden, Radierung von 1603, Staatsarchiv Bremen. In: Historische Stadtansichten aus Niedersachsen und Bremen 1450–1859, S. 109. Wallstein, Göttingen 2014
- Christian von Apen (gen.:1590–1604): Karten der Weser und der vier Bremer Gohe, Kupferstiche in der Dilich-Chronik (s. o.).
- Jürgen Landwehr (1580–1646): Ölgemälde, Datumseintrag 1602, evtl. spätere Nachträge, 1662 von seinem Sohn Johann Landwehr der Stadt geschenkt, lange Zeit im Rathaus, heute im Fockemuseum. – Besonderheiten: Wie bei Dilich ist die Südseite des Doms fälschlich als Hallenkirche gezeigt, dadurch Schwierigkeiten mit der Darstellung eines real in Höhe der Obergaden befindlichen Turmgeschosses.
- Peter Bertius (1565–1629): Ansicht von Bremen gegen Norden in Commentarium rerum Germaniarum Liber III, S. 486. Holzschnitt 1616. In: Wolfgang Schwarze: Alte Bremer Stadtansichten, S. 17.
- Meissner-Kiefer: Ansicht von Bremen in: Politisches Schatzkästlein, Holzschnitt 1625/31. In: Wolfgang Schwarze: Alte Bremer Stadtansichten, S. 21.
- Johan van Valckenburgh (~1575–1625): Plan zur Anlage der Neustadt 1625

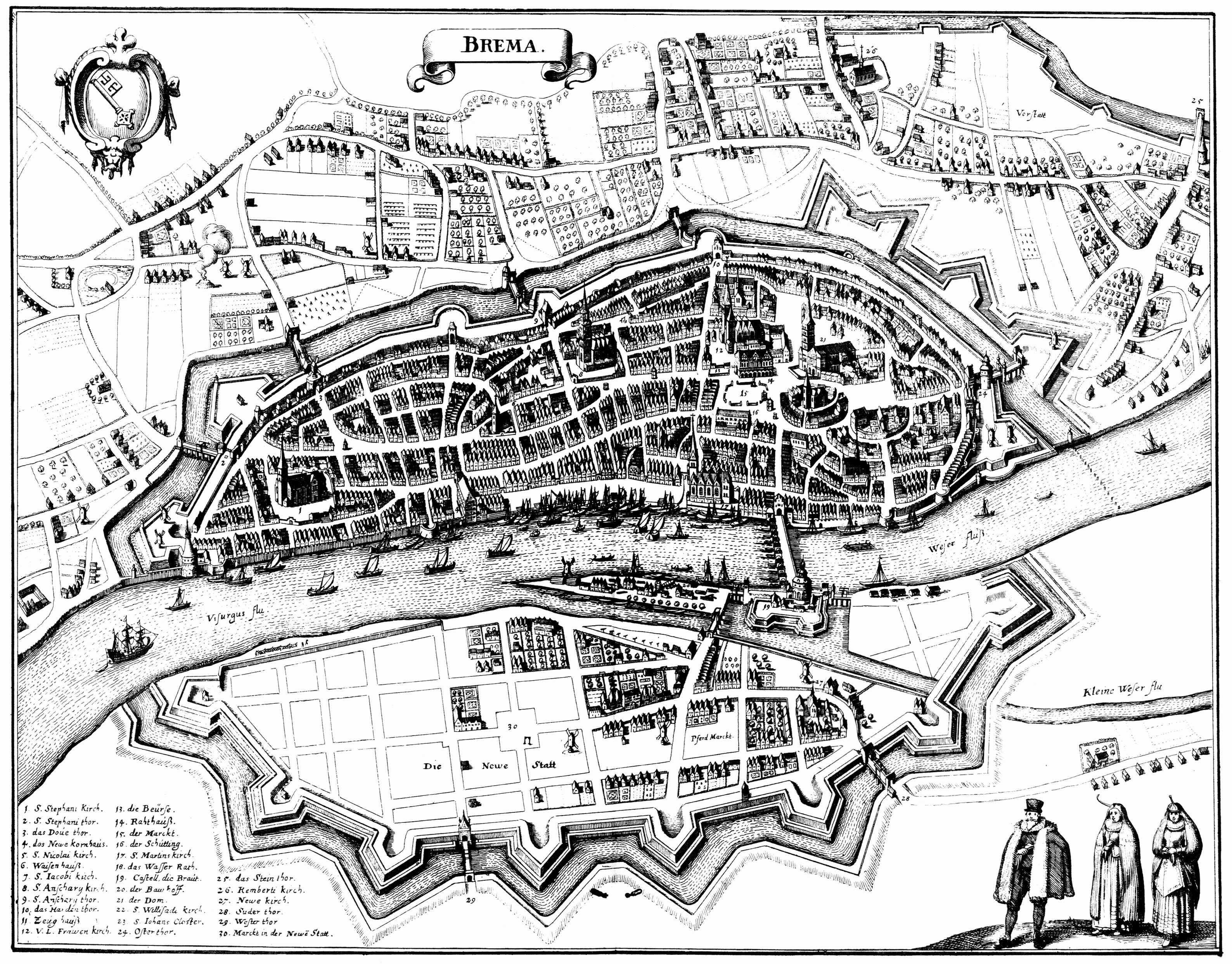
Matthäus Merian der Ältere: Vogelschauplan BREMA

- Matthäus Merian der Ältere (1593–1650):
  - Vogelschauplan Brema, Kupferstich,
zwischen 1638 (Einsturz des Südturms des Domes) und 1641 (Erste Veröffentlichung[3]).
In Wikimedia Commons: Brema (Merian).jpg, Bremen-1641-Merian.jpg und Stadt Bremen 17th Century 1640.
In einzelnen Quellen wird sie ungenau Matthäus Merian dem Jüngeren zugeschrieben (Beispiel: Werner Kloos, Das alte Bremen, Abb. 6.). Er und sein Bruder Caspar Merian haben nach dem Tode ihres Vaters dessen geografisches Werk fortgesetzt und dabei zu einem erheblichen Teil noch von ihm erstellte Druckplatten verwendet.
    - Ausschnitte in Wikimedia Commons:
      - Stephaniviertel,
      - Markt-Liebfrauenkirche-Dom,
      - Dom-Ostertor,
      - Ostertorsteinweg.

  - Marckt in Bremmen 1641 („Matthäus Merian der Jüngere, 1653“) in: Wolfgang Schwarze: Alte Bremer Stadtansichten, S. 25
- Johann Conrad Musculus(?): Karte der Unterweser (mit Jadebusen), Nobilis Saxoniæ Fl. VISVRGIS cum Terris adjacentib. Ab Inclyta Brema ad ostium Maris, Sachstand zwischen 1643 und 1648, mit Details des damaligen bremischen Landgebietes einschließlich des Amtes Blumenthal.
  - Erste Veröffentlichung 1653 durch Matthäus (d. J.) und Caspar Merian als Teil der Topographia Saxoniæ inferioris, online verfügbar bei der Universität Düsseldorf und als JPG in Wikimedia Commons.
  - Ästhetisch von Jan van Loon[4] überarbeitete aber topografisch unveränderte und auch nicht aktualisierte Neuauflagen durch Peter Schenk d. Ä. und  Gerard Valck in Amsterdam 1686 und 1715, Exemplar der Universität Bern, auch als JPG in den Commons
- Torborg (?): Brema cum Situatione circumiacente, Schwedischer Plan nur von der Festungssituation von Bremen mit Übersichtsplan, um 1650 (?).
- Erik Dahlberg (1625–1703): Huldigung Wrangels auf dem Bremer Marktplatz 1695 mit Ausschnitt Bremer Dom 1695
- Johann Landwehr (genannt 1658–1670): Der Weitberühmten Kayserlichen Freyen Reichs und Ansee Stadt Bremen. Stadtansicht aus der Vogelperspektive mit Neustadt und Altstadt, Kupferstich von 1661 und Stadtansicht von 1663 als Gemälde, Original im Focke-Museum. In: Werner Kloos: Das alte Bremen, Abb. 8 und in Historische Stadtansichten aus Niedersachsen und Bremen 1450–1859, S. 110. Wallstein, Göttingen 2014.
- Caspar Schultze (1635–1715):
  - Belagerung Bremens von 1666, Karte als Kupferstich von der Belagerung durch die Schweden unter Carl Gustav Wrangel. In: Herbert Schwarzwälder: Bremen im 17. Jahrhundert. Glanz und Elend einer Hansestadt. Edition Temmen, Bremen 1996.
  - Pläne von Bremen von 1664 und 1690
  - Plan von Bremen von 1712 nach einer Vorlage des Kupferstechers Johann Stridbeck der Jüngere.
- Nicolaes Visscher II (1649–1702): Ducatus Bremae et Ferdae, Maximaeque partis Ducatus Stormariae, Comitatus Oldenburgi, Albis, Visurgisque Fluminum Novissima Descriptio (Amsterdam, ca. 1685), online bei der Staats- und Universitätsbibliothek Bremen.
  - Daraus Ausschnitt Map of the estuary of the Weser River (clipping) – 1685, zeigt u. a. Wreme, Langen, Insum, Lehe, Carelstat, Geestendorff, Wolsdorff  und Diesdorf sowie links der Weser Blexum und Esensham
- Jean Mell, Harmanus van Loon: Karte der schwedischen Festungsstadt Carls-Bourg, Carlsburg mit Leher Schanze (rechts); Lage: Mündung der Geeste in die Weser (heute Bremerhaven), Planentwurf von Mell: 1672, Kupferstich von Loon: 1695. In: Herbert Schwarzwälder: Bremen im 17. Jahrhundert. Glanz und Elend einer Hansestadt. Edition Temmen, Bremen 1996.
- Gabriel Bodenehr (1664–1758): Plan von Bremen, Kupferstich um 1700. In: Wolfgang Schwarze: Alte Bremer Stadtansichten, S. 27.
- Johann Baptist Homann (1664–1724):
  - Ducatus Bremæ et Ferdæ, Karte des schwedischen Herzogtums Bremen-Verden mit angrenzenden Gebieten.
  - Prospect und Grundris der Keiserl. Freyen Reichs und Ansee Stadt Bremen samt ihrer Gegend. Kupferstich, Nürnberg um 1720. In: Wolfgang Schwarze: Alte Bremer Stadtansichten, S. 29., und Staats- und Universitätsbibliothek Bremen
- Friedrich Bernhard Werner (1690–1776): Ansicht von Bremen (Weserseite), Kupferstich, Verlag Jeremias Wolffs Erben, 1729. In: Wolfgang Schwarze: Alte Bremer Stadtansichten, S. 33.

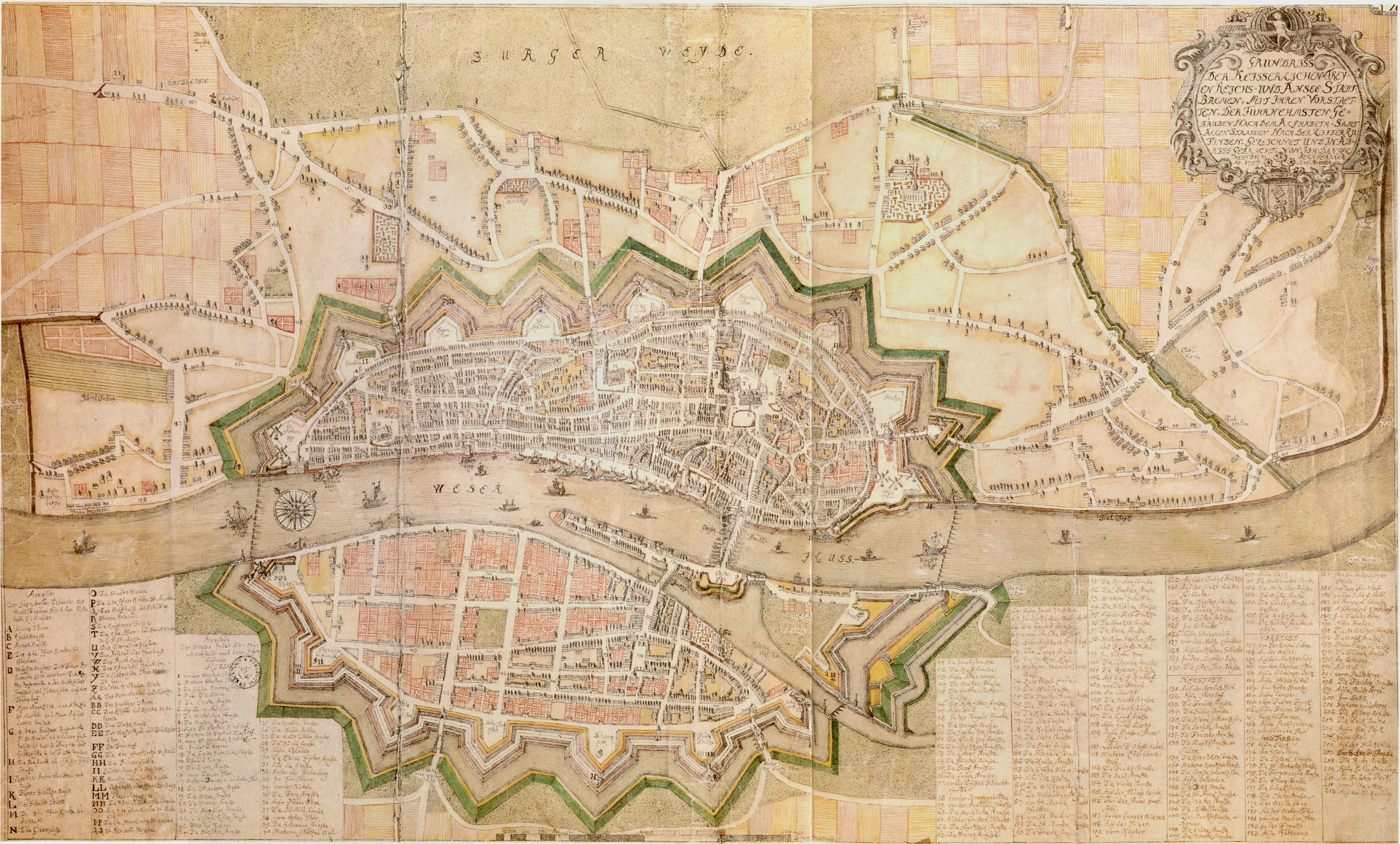
Johann Daniel Heinbach, Grundriss Der Keisserlichen-Freyen Reichs- und Ansee Stadt Bremen, mit Ihren Vorstaetten, Kupferstich 1757

- Johann Daniel Heinbach (1694–1764):
  - Stadtplan von 1734
  - Grundriss der Kayserlichen Freyen und Ansee Stadt Bremen an der Weser sambt deren District oder denen so genannten vier Gohen, also mit Landgebiet, 1748
  - Grundriss Der Keisserlichen-Freyen Reichs- und Ansee Stadt Bremen, mit Ihren Vorstaetten Kupferstich von 1757, Original in Staats- und Universitätsbibliothek Bremen. In: Historische Stadtansichten aus Niedersachsen und Bremen 1450–1859, S. 112. Wallstein, Göttingen 2014.
  - Federzeichnungen einzelner Gebäude 1743–1764, aufbewahrt überwiegend im Focke-Museum, ein paar siehe Commons: Drawings by J D Heinbach
- Matthäus Seutter (1678–1757): Brema – Grundriß des H.R. Reichsfreyen Stadt Bremen mit den vornehmsten Gebäuden, Kirchen, Straßen u. Märckte. Kupferstich, 1756. Als JPG in Wikimedia Commons, sowie gedruckt in Werner Kloos: Das alte Bremen, Abb. 11.

## Karten und Pläne ab Mitte des 18. Jahrhunderts

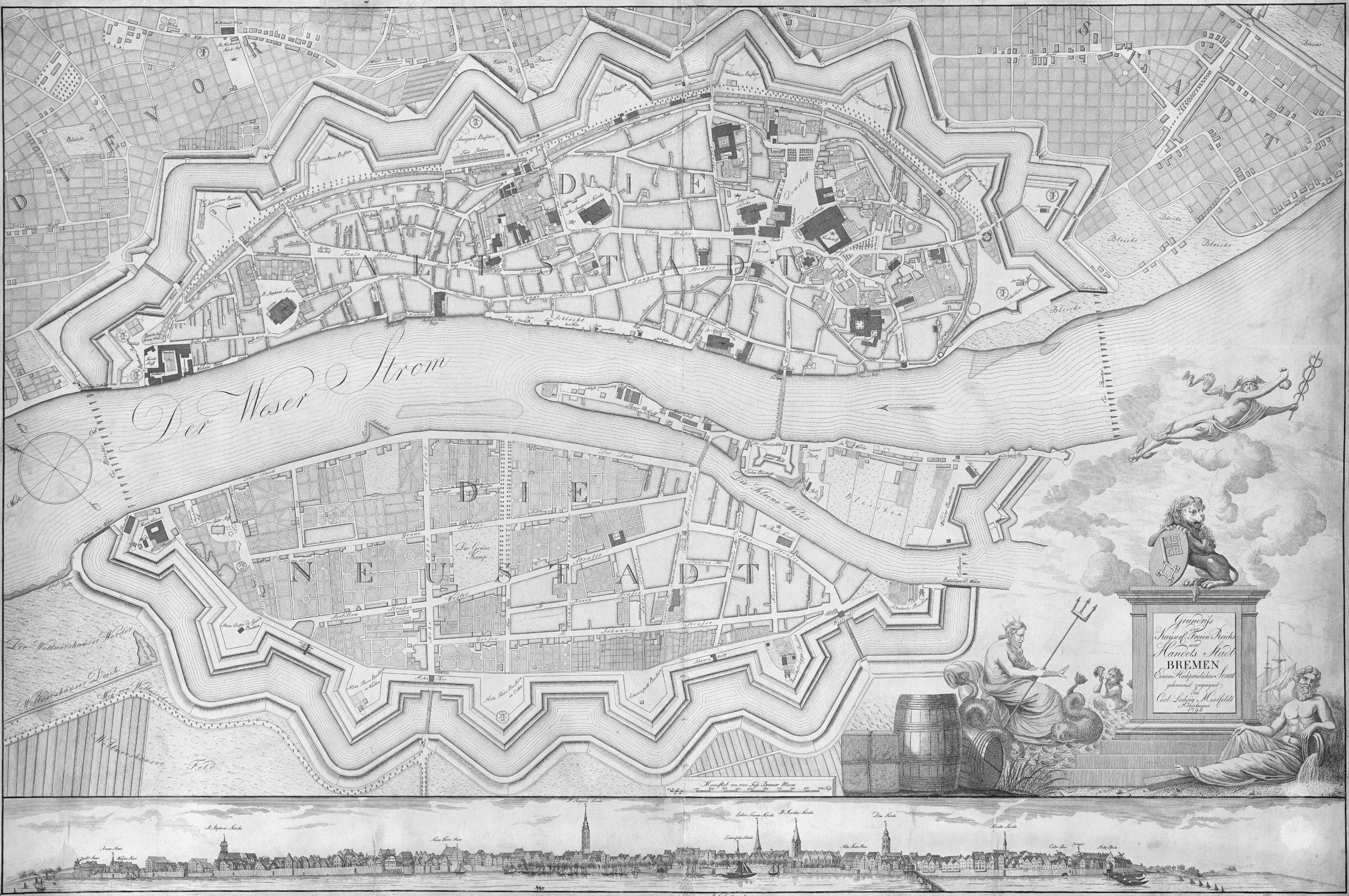
Grundriss der Stadt Bremen,
Carl Ludwig Murtfeldt 1796

- Franz Johann Joseph von Reilly (1766–1820): Die Freye Reichsstadt Bremen mit ihrem Gebiete in einem Triptychon von Bremen, Hamburg und Lübeck, Die Hansee-Städte mit ihrem Gebiete, kolorierter Kupferstich, 1795, mit groben Fehlern und noch nicht trianguliert.
- Carl Ludwig Murtfeldt (1745–1820) und Georg Heinrich Tischbein (1753–1848): Grundriſs der Kayserl. Freien Reichs und Handels Stadt Bremen („Murtfeldt-Plan“) von 1796, ohne Vorstädte, aber deutlich exakter als der Stadtplan von Schilling/Heineken, s. u.

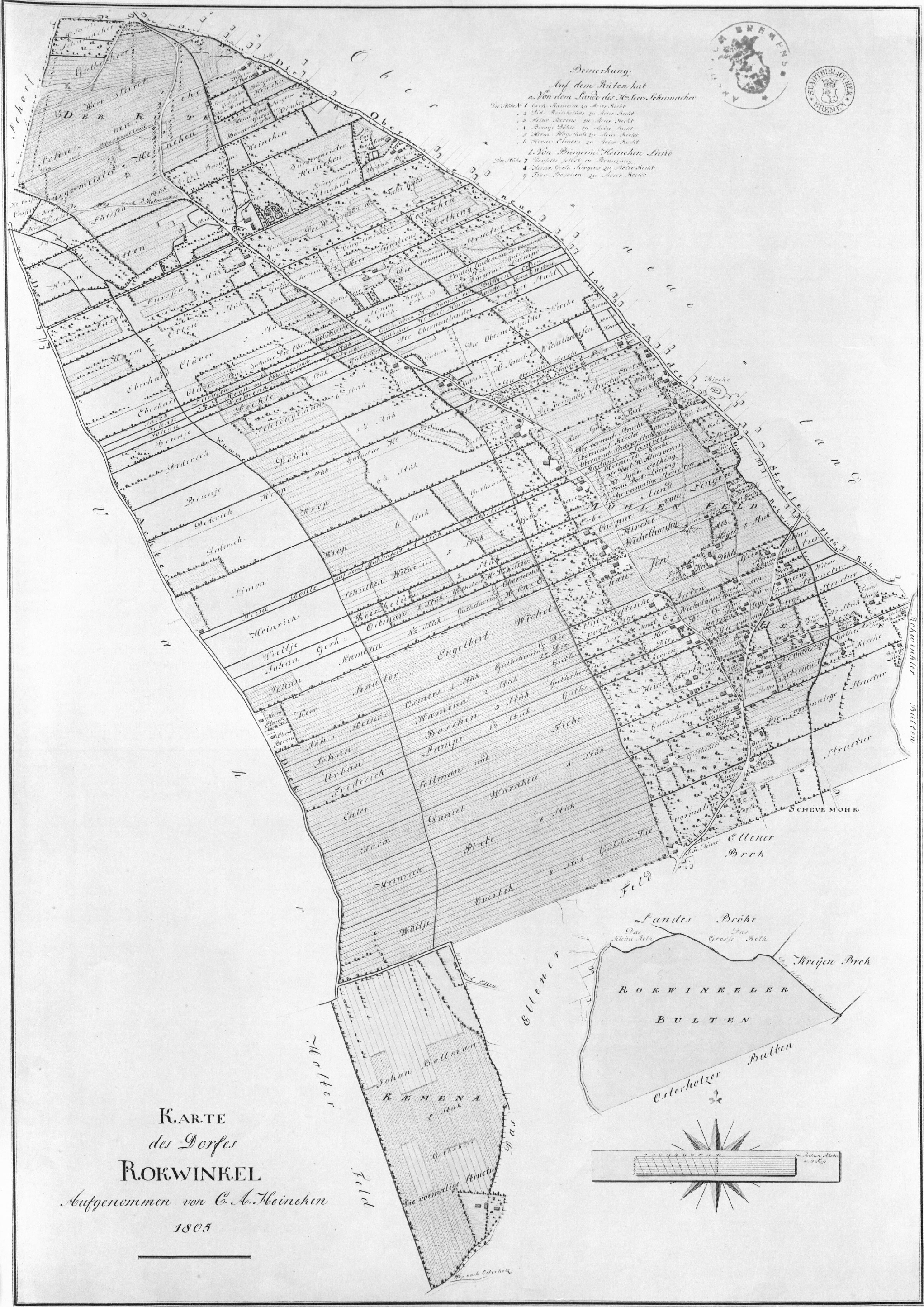
Karte des Dorfes Rokwinkel, aufgenommen von C. A. Heineken 1805

- Christian Abraham Heineken: Triangulierte Landesaufnahme (siehe Commons: Maps of Bremen by C. A. Heineken):
  - Karten des gesamten Staatsgebietes:
    - von 1798,
    - von 1806 (mit Gebietsgewinnen aus dem Reichsdeputationshauptschluss),

  - Stadtplan Bremen mit den Vorstædten (1795 nach Vermessungen von Ernst Rudolf Schilling aus dem Jahre 1772, s. u.), weniger genau als die übrigen Heineken-Karten
  - zahlreichen Detailkarten des stadtbremischen Landgebietes.
- Plan von Bremen, Stahlstich um 1820/30. In: Wolfgang Schwarze: Alte Bremer Stadtansichten.
- Bornemann: Bremen, genordeter Stadtplan mit Vorstädten, 1829
- Plan von Bremerhaven im Jahre 1831 mit der ehemaligen Festung Carlsburg, Originalautor unbekannt, 1831. In: Harry Gabcke: Bremerhaven in zwei Jahrhunderten. I. Band 1827–1918, Nordwestdeutsche Verlagsgesellschaft, Bremerhaven 1996.
- Georg Justus Hunckel: Grundriss der Freien Hansestadt Bremen, Lithographie, 1837. In: Werner Kloos: Das alte Bremen, Abb. 59.
- Brockhaus: Das Gebiet der freien Stadt Bremen, nebst der Ansicht des Rathhauses zu Bremen. In: Brockhaus 1837
- Stadtplan von Bremerhaven 1849, Originalautor unbekannt. In: Hochschule Bremerhaven: Die Gebäude der Hochschule Bremerhaven. Wirtschaftsverlag NW, Bremerhaven 2005, ISBN 3-86509-250-0 und in Historische Stadtansichten aus Niedersachsen und Bremen 1450–1859, S. 118.
- Johann Heinrich Thätjenhorst (1803–1859) und A. Duntze: Karte von dem Gebiete der freien Hansestadt Bremen:
  - von 1851
  - revidirte und dritte Auflage (1860) (5.193 × 3.664 px, 13,8 MB)
- F. A. Dreyer: Orientierungsplan der freien Hansestadt Bremen, mit Plan des Festplatzes für das zweite deutsche Bundesschieſsen, 1865, in den Vorstädten zahlreiche Planstraßen
- Plan der freien Hansestadt Bremen im Auftrage der Bau-Deputation in Bremen (1884, Druck Wilh. Greve, Berlin), Geestkamp in Woltmershausen bis Krankenhaus (heute Klinikum Bremen-Mitte) (gerahmt im Staatsarchiv)
  - davon Ausschnitt mit Bürgerpark (angeschnitten), Hamburger Bahnhof, Staatsbahnhof und Altstadt, 1884.
- Meyers Konversations-Lexikon: Stadtplan Bremen, Leipzig und Wien 1885.
- Meyers Konversations-Lexikon, Band 3.: Gebiet der Freien Hansestadt Bremen mit Detailplänen vom Bürgerpark und der Hafenerweiterung, Leipzig 1905. (Überseehafen bis Dobben, Weser waagerecht)

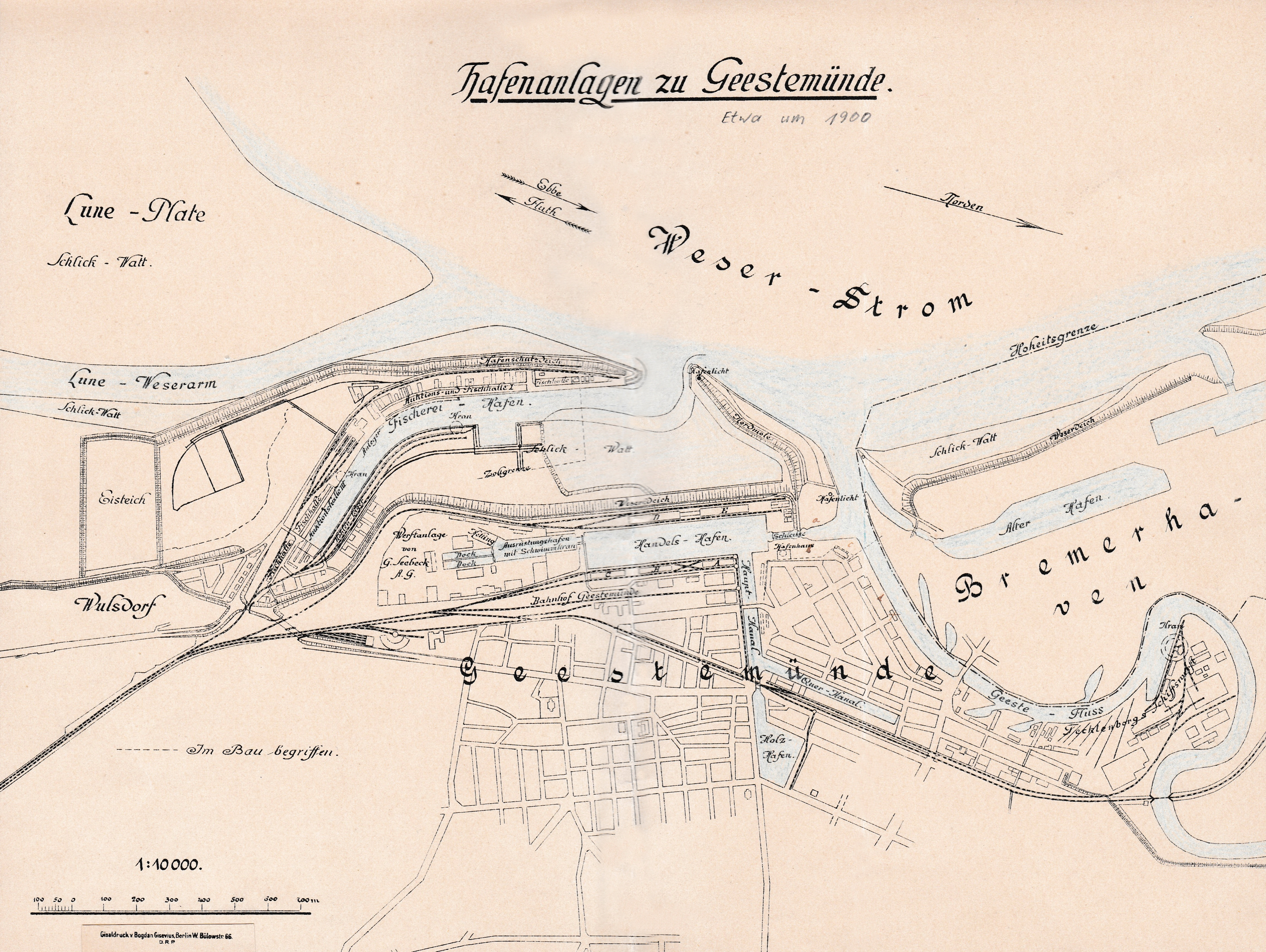
Geestemünder Häfen

- Hafenanlage zu Geestemünde von 1900

Um 1901: Bremerhaven, Geestemünde, Lehe

- Plan von um 1901 von Bremerhaven, Geestemünde und Lehe, 1:25.000, Bibliogr. Institut in Leipzig
- Nordisk familjebok, Band 4, Seite 87: Situationsplan af Bremen, Druck, 1905.
- Pharus-Plan von Bremen (1901), ohne Randbereiche (gerahmt im Staatsarchiv)
- Verlag Karl Baedeker (1910):
  - Bremen I, 1:30.000, Bremen ohne Randbereiche (im Gegensatz zu einzeln verkauften Plänen jener Zeit genordet), sowie Bremerhaven.
  - Bremen II – Innere Stadt, Innenstadtplan, 1:15.000.
- Historische Messtischblätter 1:25.000 von Bremen und Umgebung im digitalen Kartenarchiv der Universität Greifswald (nachträglich mit heutiger Nummerierung versehen):
  - 2417 Bremerhaven (1905)
  - 2817 Vegesack (1905)
  - 2818 Lesum (1900)
  - 2819 Lilienthal (1908)
  - 2917 Delmenhorst (1908)
  - 2918 Bremen (1898)
  - 2919 Hemelingen (1925)
- Jüngere Ausgabe des Blattes 2819 Hemelingen 1:25.000 in Überarbeitung durch das britische War Office 1944/1951.
- Hg.: Gerhard Gimm im Auftrage des Senators für das Bildungswesen: Bremer Heimatatlas, Eilers & Schünemann, Bremen 1958 (2. Aufl.), 1965 (4. Aufl.), 1970 (6. Aufl.), 1974 (7. Aufl.); Verschiedene wechselnde Autoren.

## Ansichten ab Mitte des 18. Jahrhunderts
- Ernst Rudolf Schilling (1728–1774):
  - Perspectivischer Vorstellungen der Kaiserlichen Reichs und Ansee Stadt Bremen. Kolorierter Kupferstich, 1767. In: Werner Kloos: Das alte Bremen, Abb. 16.
  - Vermessungen 1772, die C. A. Heineken 1795 (s. o.) zu seinem Stadtplan Bremen mit den Vorstædten verarbeitet hat, .
- Johann Heinrich Grönninger:
  - Prospect in Bremen bey der Allée von der Alt- und Neustadt die Weser hinauf. Kupferstich, 1771. In: Werner Kloos: Das alte Bremen, Abb. 17 und in Wolfgang Schwarze: Alte Bremer Stadtansichten, S. 41.
  - Prospect in Bremen bey der Allée von der Alt- und Neustadt die Weser hinunter. Kupferstich, 1771. In: Wolfgang Schwarze: Alte Bremer Stadtansichten, S. 47 und in Werner Kloos: Das alte Bremen, Abb. 18.
  - Prospect in Bremen bey der großen Brücke die Weser hinauf. Kupferstich, 1771. In: Werner Kloos: Das alte Bremen, Abb. 15 und in Wolfgang Schwarze: Alte Bremer Stadtansichten.
  - Prospect in Bremen gegen die große Brücke die Weser hinunter. Kupferstich, 1771. In: Werner Kloos: Das alte Bremen, Abb. 14 und in Wolfgang Schwarze: Alte Bremer Stadtansichten, S. 39.
  - Blick auf die oberhalb der Weserbrücke liegenden Flußseite der Altstadt. Kupferstich, 1771. In: Wolfgang Schwarze: Alte Bremer Stadtansichten, S. 45.
  - Bremen die Weser hinauf. Kupferstich, 1773. In: Werner Kloos: Das alte Bremen, Abb. 13 und in Wolfgang Schwarze: Alte Bremer Stadtansichten.
  - Prospect von der Allée in Bremen. Kupferstich, 1773. In: Wolfgang Schwarze: Alte Bremer Stadtansichten, S 43 und in Werner Kloos: Das alte Bremen, Abb. 19.
- Johann Joachim Kelling: Wir Beschworne Vor- und andere Meister des Handwercks derer Schneider in der Kayserlichen Freyen Reichsstadt Bremen bescheinigen hiermit..., Stadtansicht mit Alt- und Neustadt von Süden als Kupferstich von 1779. In: Historische Stadtansichten aus Niedersachsen und Bremen 1450–1859, S. 113. Wallstein, Göttingen 2014.
- J.T. Weyermann: Stadtansicht mit Blick Richtung Ansgaritor von der Contrescarpe; Kupferstich, 1807. In: Werner Kloos: Das alte Bremen, Abb. 24.

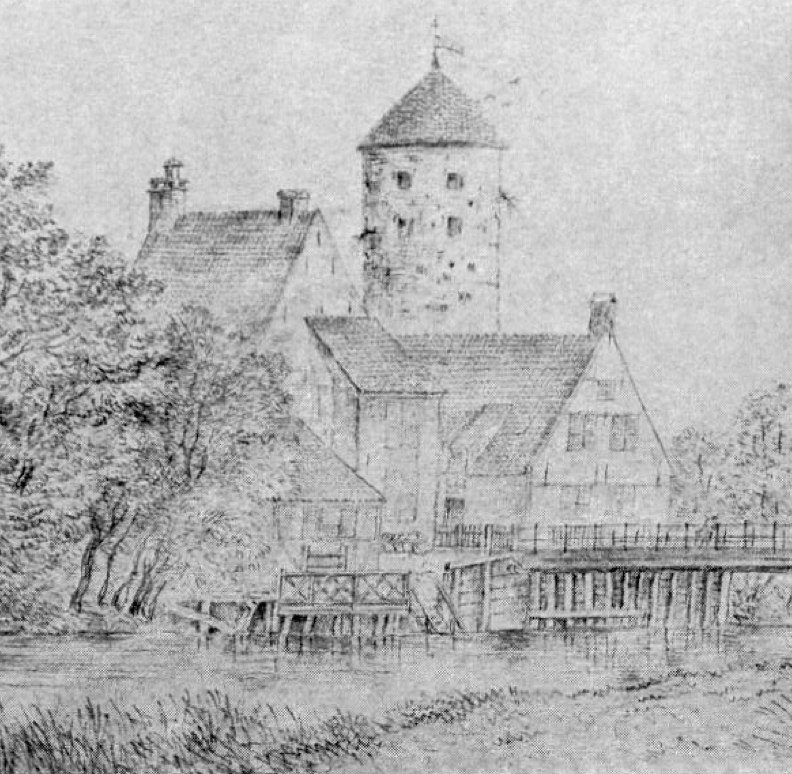
Warturm von 1813, Zeichnung J. H. Menken

- Johann Heinrich Menken 1766–1838, in Bremen geborener und lebender Landschaftsmaler, malte und zeichnete hauptsächlich zwischen 1790 und 1827, darunter mehrere Sujets aus Bremer Umland und Vorstädten, viele im Fundus des Focke-Museums, einige im Anhang von: Bremisches Jahrbuch › Band 53 [1975] › Die Maler Johann Heinrich Menken (1766–1839) und Gottfried Menken (1799–1838) (Verfügbar im Lesesaal des Staatsarchives Bremen; Digitalisat der Staats- und Universitätsbibliothek leider ohne die Abbildungen). Scans in  Commons: Drawings of Bremen by J. H. Menken.
- George Ernest Papendiek (1788–1835), Aquarelle, die teilweise als Vorlage zu Lithografien dienten, u. a. vom Hohentor und vom Dom.
- Gottfried Menken (1799–1838, Sohn von Johann Heinrich M.)
  - Bremen von der Heerstraße nach Hamburg (Ostertorsteinweg im Bereich der Wallanlagen)
- Johann Gottfried Pflugfelder: Stadtansicht von der Ostertorcontrescarpe. Kupferstich, 1807. In: Werner Kloos: Das alte Bremen, Abb. 23.

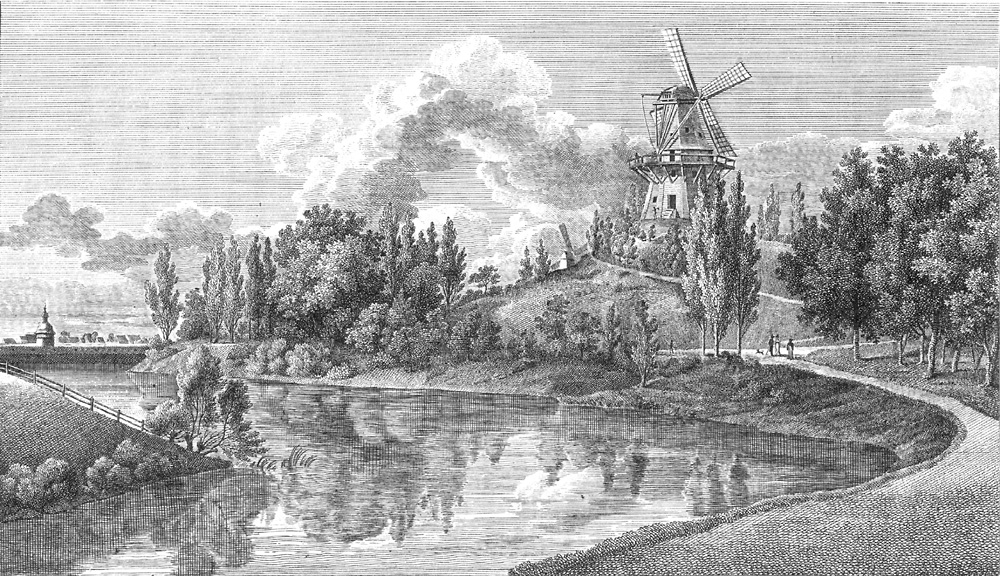
1820: Ansicht vom Wall, A. Radl

- Anton Radl (1774–1852), Zeichnungen, die als Stiche vervielfältigt wurden (Scans in Commons: Ansichten … Bremen u. U. by Anton Radl):
  - Ansicht von Bremen von der Süd-Ost Seite, Kupferstich von Haldenwang 1822. In: Adam Storck: Ansichten der Freien Hansestadt Bremen und ihrer Umgebung, S. 553; Werner Kloos: Das alte Bremen, Abb. 38.
  - Ansicht von Bremen von der Westseite, Kupferstich von Leopold Beyer 1822. In: Adam Storck: Ansichten der Freien Hansestadt Bremen und ihrer Umgebung, Wolfgang Schwarze: Alte Bremer Stadtansichten S. 59 und Historische Stadtansichten aus Niedersachsen und Bremen 1450–1859, S. 114.
  - Die Bürgerweide bei Bremen, Kupferstich von Wilhelm Jury 1820. In: Adam Storck: Ansichten der Freien Hansestadt Bremen und ihrer Umgebung, S. 181; Wolfgang Schwarze: Alte Bremer Stadtansichten S. 63 und Historische Stadtansichten aus Niedersachsen und Bremen 1450–1859, S. 115.
  - Ansichten von Burg bei Bremen, Stich von Leopold Beyer 1822. In: Werner Kloos: Das alte Bremen, Abb. 44 und in Wolfgang Schwarze: Alte Bremer Stadtansichten, S. 69.
  - Ansichten von Lesum bei Bremen, Stich von Leopold Beyer 1822. In: Werner Kloos: Das alte Bremen, Abb. 45.
  - Ansichten von St. Magnus bei Bremen, Stich von Haldenwang 1822. In: Werner Kloos: Das alte Bremen, Abb. 46 und in Wolfgang Schwarze: Alte Bremer Stadtansichten, S. 65.
  - Vegesack bei Bremen, Stich von F. Geißler 1821. In: Werner Kloos: Das alte Bremen, Abb. 48.
  - Ansichten von Blumenthal bei Bremen, Stich von 1822. In: Werner Kloos: Das alte Bremen, Abb. 49.
- Capt. Robert Batty
  - und J. Godden: Das Rathaus von Bremen mit Dom und Marktplatz, Kupferstich, 1829. In: Wolfgang Schwarze: Alte Bremer Stadtansichten, S. 51.
  - und J.H. Kernott: Bridge over the Weser, Bremen, Kupferstich, London 1829. In: Wolfgang Schwarze: Alte Bremer Stadtansichten, S. 49.
- Stephan Messerer (1798–1865), Zeichnungen und Gemälde von Bremer Gebäuden, die als Vorlage für Kupfer- und Stahlstiche dienten, siehe Scans in Wikimedia Commons.
- Anton von Lowtzow als Zeichner und Friedrich Julius Tempeltey (1802–1870) als Lithograf: Darstellung des Rathauses[5] und anderer öffentlicher Gebäude
- F. Meyer (aus Berlin):
  - Blick auf Bremen von Westen, Lithographie, 1841. In: Werner Kloos: Das alte Bremen, Abb. 60.
  - Blick auf Bremen von Südosten, Lithographie, 1841. In: Werner Kloos: Das alte Bremen, Abb. 61.

- Anthonie Braakman (1811–1870)

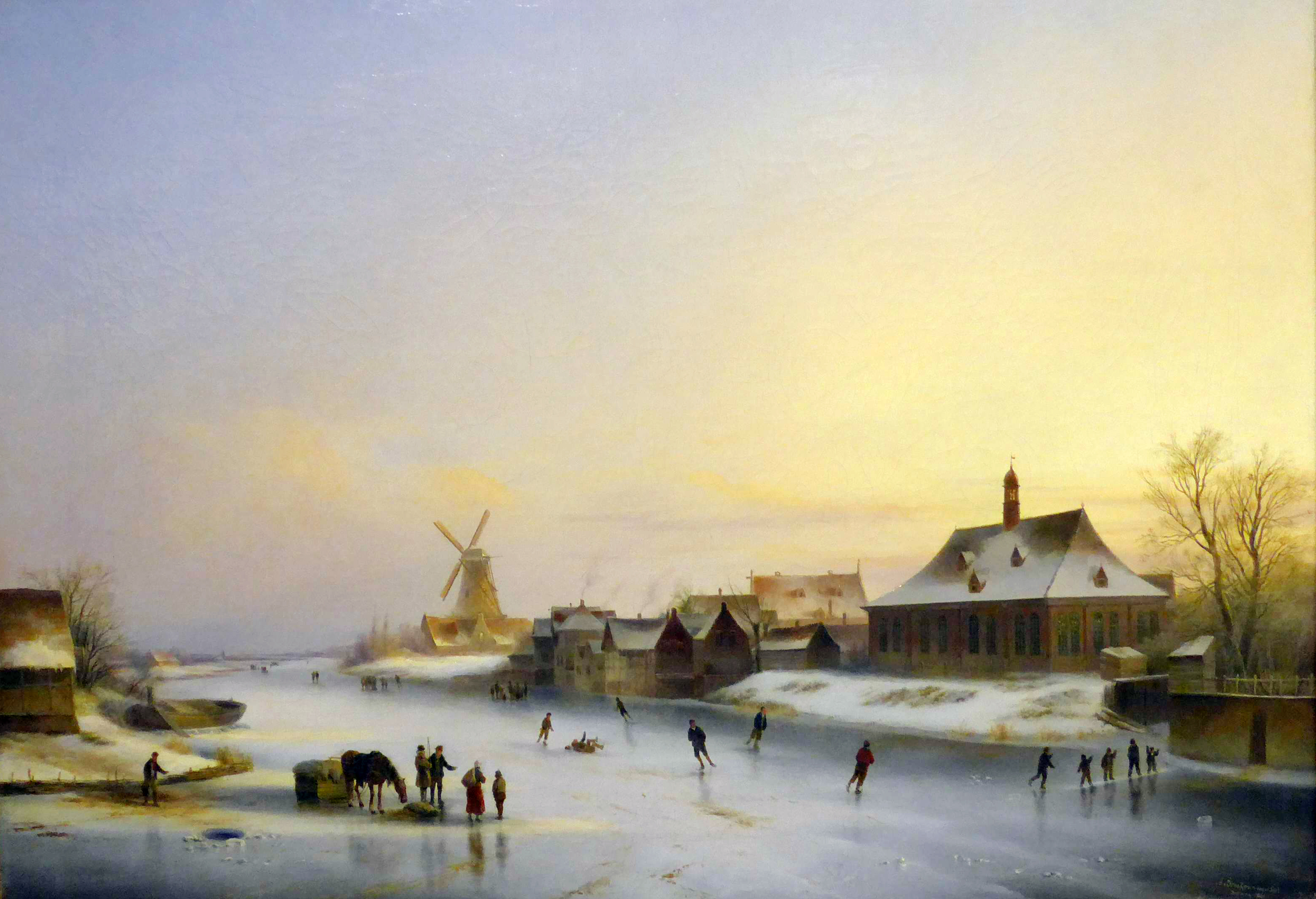
Neustadtufer an der kleinen Weser in Bremen. Gemälde von A. Braakman, 1841, Focke-Museum Bremen

  - Gemälde der Stadt mit Eisfläche der Weser von Süden von 1843, Original: Focke-Museum. In: Historische Stadtansichten aus Niedersachsen und Bremen 1450–1859, S. 116.
  - Gemälde vom Neustadtufer mit Eisfläche an der kleinen Weser von 1841, Original: Focke-Museum.
- Friedrich Wilhelm Kohl (1811–1864):
  - Ansicht von der Schlachte, Lithographie, 1844. In: Werner Kloos: Das alte Bremen, Abb. 76.
  - Ansicht vom Weserufer vom Fangelturm weserabwärts mit Schlachte, zur Großen Brücke, Lithographie, 1844. In: Werner Kloos: Das alte Bremen, Abb. 75.
  - Ansicht vom Altenwall und der Weser und Anlegeplatz an der Tiefer, Lithographie, 1844. In: Werner Kloos: Das alte Bremen, Abb. 74.
  - Der Alte Hafen in Bremerhaven, Lithographie, 1844. In: Werner Kloos: Das alte Bremen, Abb. 64.
- Johann Georg Weinhold (1813–1880), deutscher Lithograph, schuf 1844/46 in Dresden die Bremer Ansichten mit 12 Lithographien nach Zeichnungen von Friedrich Wilhelm Kohl.
- Adolf Eltzner (1816–1891): Plan von Bremen aus der Vogelperspektive von Südosten, Lithographie, Leipzig 1851, Original im Focke-Museum. In:  Historische Stadtansichten aus Niedersachsen und Bremen 1450–1859, S. 117.
- Julius Gottheil (Zeichnung), Wilhelm Heuer (Lithographie): Bremerhaven Ansicht vom Neuen Hafen von 1859, Original im Focke-Museum. In: Historische Stadtansichten aus Niedersachsen und Bremen 1450–1859, S. 119.
- Christoph Herzog († 1878) (Zeichnung), V.H. Collby (Lithographie): Vegesack bei Anwesenheit der preußischen Dampfkanonenboote im Sept. 1861, Ansicht von Westen. In: Historische Stadtansichten aus Niedersachsen und Bremen 1450–1859, S. 307.
- H. Marutzky: Ansicht von Bremerhaven, Zeichnung von 1875.  In: Werner Kloos: Das alte Bremen, Abb. 67.
- Louis Koch (1843–1900), eine große Zahl dokumentarischer Fotografien von Gebäuden, viele davon nur im Fockemuseum vorhanden.

## Bildbände und bebilderte Sachbücher
- Adam Storck: Ansichten der Freien Hansestadt Bremen und ihrer Umgebung. Frankfurt 1822; Faksimile-Ausgabe mit 16 Kupferstichen der Staats- und Universitätsbibliothek Bremen: Schünemann-Verlag, Bremen 1977, ISBN 3-7961-1688-4.
- Architekten- und Ingenieur-Verein (Hg.), Bremen und seine Bauten, Verl. Carl Schünemann 1900, verfügbar im Lesesaal des Staatsarchivs Bremen Ae-18a L5. – nicht sehr viele, aber mehrere sehr interessante Fotos
- Werner Kloos: Das alte Bremen mit 98 Abbildungen. Schünemann, Bremen 1978, ISBN 3-7961-1699-X.
- Wolfgang Schwarze: Alte Bremer Stadtansichten. 40 Ansichten aus drei Jahrhunderten. Kunst und Wohnen Verlag, Wuppertal 1977.
- Klaus Niehr (Hg.): Historische Stadtansichten aus Niedersachsen und Bremen 1450–1859, zu Bremen S. 106–117, zu Bremerhaven S. 118/119, zu Vegesack S. 307, Texte dazu von Bettina Schleier. Wallstein, Göttingen 2014, ISBN 978-3-8353-1534-1.
- Herbert Schwarzwälder: Blick auf Bremen. Ansichten – Vogelschauen – Stadtpläne vom 16. – 19. Jahrhundert, Edition Temmen, Bremen 2006, ISBN 3-7961-1759-7, Autoren zumeist in den Bildunterschriften vermerkt, darüber hinaus keine Quellenangaben.
- Rudolf Stein:
  - Forschung zur Geschichte der Bau- und Kunstdenkmäler in Bremens, Verlag H. M. Hauschild, Bremen, verfügbar im Lesesaal des Staatsarchivs Bremen.
    - Bd. 1: Das Vergangene Bremen (Der Stadtplan und die Stadtansicht im Wechsel der Jahrhunderte), 1961, Großformat.
    - Bd. 2: Romanische, gotische und Renaissance-Baukunst in Bremen, 1962.
    - Bd. 3: Bremer Barock und Rokoko, 1960.
    - Bd. 4 u. 5: Klassizismus und Romantik in der Baukunst Bremens, Band I und II, 1964.
    - Bd. 6: Dorfkirchen und Bauernhäuser im Bremer Lande, 1968.

  - Das Bürgerhaus in Bremen (Das Deutsche Bürgerhaus, Band XIII), Verlag Ernst, Wasmuth, Tübingen 1970.